# Raismes
Raismes är en kommun i departementet Nord i regionen Hauts-de-France i norra Frankrike. Kommunen ligger i kantonen Saint-Amand-les-Eaux-Rive droite som tillhör arrondissementet Valenciennes. År 2022 hade Raismes 12 140 invånare.

## Befolkningsutveckling
Antalet invånare i kommunen Raismes
| Referens: INSEE |